# Свети Димитър (Аналипси)
Вижте пояснителната страница за други значения на Свети Димитър.
„Свети Димитър“ (на гръцки: Ναός Αγίου Δημητρίου) е църква в лъгадинското село Аналипси (Сурфалу), Гърция.
Църквата е построена в XX век в центъра на селото и е енорийски храм на Лъгадинската, Литийска и Рендинска епархия. В архитектурно отношение е кръстокуполна трикорабна базилика с по-висок среден кораб и притвор на запад. В нея са запазени 35 ценни икони от XVIII – XIX век с датировки 1763, 1830, 1842, 1893 година.